# Plesistia brunnea
Plesistia brunnea es una especie de insecto coleóptero de la familia Chrysomelidae. Considerado un sinónimo de Pleronexis caledonica (Fauvel, 1862).
Fue descrita en 1929 por Maulik.